# Uchiha Itachi
Uchiha Itachi (uchiha = waaier, itachi = wezel) is een personage uit de manga- en animeserie Naruto. Hij staat bekend als een slechterik in de serie en is lid van de criminele organisatie Akatsuki.

## Achtergrond
Itachi stond -en staat nog steeds- bekend als een genie. Op zijn zevende werd hij benoemd tot Genin (laaggerankte ninja) terwijl de meesten dat pas op hun 12de worden. Hij had volledige controle over de Sharingan (een erfelijke ninjatechniek die alleen leden van die familie kunnen gebruiken) op zijn 8ste en werd benoemd tot Chunin (middelgerankte ninja) op zijn 10de. Zijn vader Uchiha Fugaku was zo geobsedeerd door Itachi's gewelddadigheid dat hij zijn andere zoon Uchiha Sasuke verwaarloosde. Sasuke probeerde Itachi over te halen hem te trainen, maar elke keer had Itachi geen tijd.
Toen Itachi op zijn 13de kapitein bij de ANBU (een organisatie waarin alleen de beste ninja's van Konoha werden toegelaten) werd, werd in die tijd ook zijn vriend Uchiha Shisui vermoord. De hele clan verdacht Itachi ervan. Eigenlijk was het zelfmoord, naar aanleiding van een moordpoging door Danzo Shimura.
Itachi's relaties met zijn familie verslechterden meer en meer en uiteindelijk zonderde hij zich af. Hierdoor ging Sasuke's vader eindelijk eens met Sasuke aan de slag en trainde hem in een paar technieken ( voornamelijk "katon" jutsu's ( vuurtechnieken), het kenmerk van de Uchiha-clan).
Toen Sasuke op een dag thuiskwam was zijn hele clan vermoord. Hij zocht overal en vond uiteindelijk zijn broer bij zijn vermoorde moeder en vader. Itachi vond Sasuke niet de moeite waard om te doden en had hem daarom gespaard, maar de echte reden dat hij Sasuke niet doodde was omdat hij ooit een Mangekyou Sharingan- drager als tegenstander wou, om zijn eigen capaciteit te testen, en dat kon, nu de hele clan dood was, alleen nog maar Sasuke zijn. Toen Sasuke vroeg waarom hij dit had gedaan, antwoordde Itachi dat het was om 'te zien wat zijn capaciteiten waren'. Itachi heeft de clan uitgeroeid om een oorlog te voorkomen uit liefde voor zijn dorp de Leaf Village. Itachi vertelde Sasuke dat hij maar sterker moest worden door te trainen en de Mangekyou Sharingan moest verkrijgen, door zijn beste vriend te vermoorden, als hij wraak op hem wilde nemen. Itachi verliet Konoha en voegde zich bij de Akatsuki organisatie.

## Karakter
Itachi is een zeer vredelievend persoon die oorlog verafschuwt. Maar uit liefde voor zijn dorp Konoha, zet hij zijn gevoelens opzij uit plichtsgevoel. Op het slagveld blijft Itachi altijd rustig en zal nooit emotioneel worden. Hij is vrij kalm, maar houdt er niet van om lang te moeten wachten. Hij is ook weer niet zo strijdlustig als Kisame, eerder een krijger die zich stil houdt en onverwacht toeslaat. Hoewel hij later tegen Sasuke vecht, en hij beweert de ogen van Sasuke te willen stelen om te voorkomen dat hij blind wordt door overmatig gebruik van zijn mangekyou sharingan. In dat gevecht maakt hij een enigszins verwarde en af en toe zelfs krankzinnige indruk. Dit had echter te maken met een slepende ziekte die hem uiteindelijk fataal wordt.

## De echte Itachi
Itachi blijkt in het begin van de serie slecht over te komen terwijl het een van de beste mensen uit het serie blijkt te zijn. Omdat alle Uchiha's alleen maar meer macht willen en daardoor Konoha wilden overnemen in een gewelddadige coup, heeft Itachi de opdracht gekregen van Danzo om heel de clan uit te roeien om een oorlog te voorkomen. Itachi slachtte de hele clan behalve zijn broertje Uchiha Sasuke. Als Sasuke vraagt waarom, antwoordt Itachi: "om de limiet van mijn krachten te testen" met als doel Sasuke te motiveren om wraak op hem te willen nemen. Hij beweerde dat Sasuke hem nooit zou kunnen verslaan, zonder de Mangekyou Sharingan te verkrijgen. Op die manier dacht Itachi dat Sasuke zo sterk mogelijk zou worden en zichzelf zou kunnen verdedigen. Hij vraagt de 3th Hokage om voor zijn broertje Sasuke te zorgen en niks te laten weten. Nadat hij Konoha verlaat voegt hij zich bij Akatsuki. Als hij hoort dat de 3rd Hokage dood is keert hij terug naar Konoha (episode 81) maar verlaat de stad dan weer. Later komen Itachi en Sasuke oog in oog te staan en gaan vechten. Itachi gebruikt dan weer een leugen, namelijk dat hij het oog van Sasuke wil. Sasuke en Itachi vechten dan op leven en dood, maar nadat Itachi Susanoo gebruikt kan Sasuke niets meer. Itachi is onkwetsbaar. Zelfs Orochimaru, die tijdens het gevecht uit Sasuke komt wordt met een aanval door Itachi's Susanoo gedood. Itachi wint, maar valt uiteindelijk dood neer, ineens uit het niets. Later bleek dat hij ziek was, en zijn dood uitstelde, alleen maar om tegen Sasuke te vechten. Na het gevecht vertelt Tobi(Obito Uchiha) alles over Itachi: Itachi heeft heel zijn leven, emoties en familie opgeofferd om jou te beschermen Sasuke". Later blijkt dat zelfs Uchiha obito bang was voor Itachi's kracht.
Itachi had zijn hele clan uitgemoord om Konoha te beschermen en ook in opdracht van de leider van het ANBU maar kon uiteindelijk zijn kleine broertje niet doden. De Uchiha clan wilde een coup (staatsgreep) plegen en zo Konoha overnemen. Dat zou het einde zijn van Konoha gezien de stad dan helemaal open stond voor aanvallen van andere steden. Itachi heeft dit verijdelt door de Uchiha clan uit te roeien.

## Capaciteiten
Itachi's sterkste wapen is zijn Mangekyou Sharingan, waardoor hij praktisch onverslaanbaar is. Hij kan er een frustrerende vorm van genjutsu (illusietechnieken) mee oproepen, de God of Moon (ook wel Moon Reader) Technique (Tsukuyomi). De Mangekyou Sharingan kan ook gebruikt worden voor de Goddess of the Sun Technique (Amaterasu) en zijn laatste (en beste) techniek Susano'o (met het zwaard en schild van Totsuku, twee voorwerpen die puur uit spirituele energie bestaat en alles kan tegenhouden en kan doorboren). Ook maakt hij gebruik van Shadow Clones (Kage Bunshin no Jutsu) en natuurlijk van zijn clans specialiteit, het manipuleren van vuur. Dit resulteert in het standaard attribuut Katon Ninjutsu: Housenka (Springzaad), Goukakyuu (Grote Vuurbal), Ryuuka (Drakenvuur) etc. Daarnaast is hij heel erg intelligent en weet hij zijn tegenstander gemakkelijk te analyseren. Itachi is daarom ook een van de sterkste ninja's in de serie.

## Plot
Kisame en Itachi zitten achter de demon in Naruto aan. De eerste keer dat Itachi weer terugkomt in Konoha om Naruto te zoeken raken hij en Kisame in gevecht met Yuuhi Kurenai, Sarutobi Asuma, Hatake Kakashi en Maito Gai. Kakashi was door Itachi een week lang in het ziekenhuis beland. Kisame en hij verlaten Konoha weer snel. Later vinden ze Naruto in een hotel ergens in de Fire Country. Jiraiya doet een jutsu om Naruto te beschermen en Itachi vecht kort met Sasuke. Hierna verlaten Itachi en Kisame het hotel en gaan ervandoor. Later, als de Akatsuki organisatie Gaara's Bijuu aan het absorberen is (zie voor meer informatie hierover Akatsuki) beveiligen Itachi en Kisame het ritueel door Team Kakashi en Team Gai op te wachten, die onderweg waren om Gaara te redden. Itachi en Team Kakashi hebben een gevecht, wat Itachi uiteindelijk verliest. Het blijkt alleen Itachi niet te zijn, maar de spion Yuura die met de Shapeshifting Techniek Itachi kon worden en dan 40% van Itachi's chakra tot beschikking kreeg, en al zijn jutsu's kon gebruiken behalve Mangekyou Sharingan.